# Vitali Iourtchenko
 (septembre 2022).
Vitali Sergueïevitch Iourtchenko (né le 2 mai 1936) est un ancien officier de renseignement de haut rang du KGB en Union soviétique. Après 25 ans de service au KGB, il fait défection aux États-Unis lors d'une affectation à Rome. Après avoir fourni les noms de deux officiers du renseignement américain en tant qu'agents du KGB et affirmé que Lee Harvey Oswald n'avait jamais été recruté par le KGB, Iourtchenko a échappé aux Américains et est retourné chez les Soviétiques. Il est clair que sa défection initiale était un stratagème, car Iourtchenko a reçu l'ordre de l'Étoile rouge du gouvernement soviétique pour la réussite de « l'opération d'infiltration ».

## Contexte
Lors de sa défection aux États-Unis, Iourtchenko a identifié deux officiers du renseignement américain comme agents du KGB : Ronald Pelton et Edward Lee Howard. Pelton a ensuite été condamné, tandis que Howard s'est enfui en Union soviétique avant de pouvoir être interrogé.

### Disparition
En novembre 1985, avant de prendre un repas au Pied de Cochon, un restaurant français du quartier de Georgetown à Washington, Iourtchenko a dit à son garde de la CIA : « Je vais me promener. Si je ne reviens pas, ce n'est pas ta faute. » Iourtchenko n'est pas revenu.
Le bâtiment, situé au 1335 Wisconsin Avenue NW, abrite désormais une franchise &Pizza. Une plaque commémorant l'événement était autrefois exposée dans le restaurant Au Pied de Cochon.

### Retour en Union soviétique
Quelques jours plus tard, l'ambassade soviétique a convoqué une conférence de presse, au cours de laquelle Iourtchenko a annoncé qu'il avait été kidnappé et drogué par les Américains. Il est possible que sa défection ait été mise en scène pour tromper la CIA avec de fausses pistes, pour protéger Aldrich Ames, un Américain qui travaillait pour la CIA et était alors l'une des taupes les plus importantes de l'Union soviétique au sein de la CIA. Le KGB aurait secrètement interrogé Iourtchenko après son retour, sous l'influence d'un sérum de vérité, pour s'assurer qu'il n'avait pas été recruté par la CIA comme agent double.

## Théories
Lors d'une conférence de Texas A&M en 1999 à laquelle ont participé plusieurs professionnels du renseignement de la CIA, ainsi que le général du KGB Oleg Kalouguine, la question de la défection de Iourtchenko a été soulevée. Kalouguine a déclaré que Iourtchenko a commencé comme un vrai transfuge, puis a changé d'avis et a refait défection. Kalouguine a donné plusieurs points :
- Le KGB n'utilisait généralement pas de « faux transfuges », car la défection serait un problème de propagande pour le gouvernement soviétique (« Les gens n'étaient pas censés fuir le paradis »)
- Iourtchenko était amoureux d'une femme mariée à un fonctionnaire soviétique et pensait qu'ils pourraient être ensemble aux États-Unis. Cela n'a pas fonctionné comme prévu.
- Iourtchenko avait un ulcère à l'estomac qui l'inquiétait beaucoup et pensait qu'il pouvait être guéri aux États-Unis.
- La défection de Iourtchenko a été divulguée aux médias après qu'on lui avait promis que ce ne serait pas le cas.
- Iourtchenko a estimé que sa liberté de mouvement était en quelque sorte limitée par la CIA.
- Iourtchenko pensait apparemment que le KGB pourrait bien le traiter à cause des cas de récents réfugiés comme Betov et Chebatriov.

Un autre intervenant a également cru qu'il était un transfuge légitime. James Olson de la George Bush School of Government and Public Service a déclaré : « Je pense que c'était un individu très perturbé et qu'il a refait défection à cause de problèmes psychologiques qu'il avait. » Paul Redmond a déclaré que Sandra Grimes et Jeanne Vertefeuille (de l'affaire Aldrich Ames) pensaient également que Iourtchenko était sincère. Cependant, Redmond pensait qu'il était possible que Iourtchenko ait été envoyé par le KGB en tant que starburst.